# Liste der Biografien/Murd
Liste der Biografien |
Portal Biografien |
Personensuche
# |
A |
B |
C |
D |
E |
F |
G |
H |
I |
J |
K |
L |
M |
N |
O |
P |
Q |
R |
S |
T |
U |
V |
W |
X |
Y |
Z |
?
 
Ma |
Mb |
Mc |
Md |
Me |
Mf |
Mg |
Mh |
Mi |
Mj |
Mk |
Ml |
Mm |
Mn |
Mo |
Mp |
Mq |
Mr |
Ms |
Mt |
Mu |
Mv |
Mw |
Mx |
My |
Mz
 
Mua |
Mub |
Muc |
Mud |
Mue |
Muf |
Mug |
Muh |
Mui |
Muj |
Muk |
Mul |
Mum |
Mun |
Muo |
Mup |
Muq |
Mur |
Mus |
Mut |
Muu |
Muv |
Muw |
Mux |
Muy |
Muz
 
Mura |
Murb |
Murc |
Murd |
Mure |
Murf |
Murg |
Murh |
Muri |
Murj |
Murk |
Murl |
Murm |
Murn |
Muro |
Murp |
Murr |
Murs |
Murt |
Muru |
Murv |
Murw |
Mury |
Murz
Die Liste der Biografien führt alle Personen auf, die in der deutschsprachigen Wikipedia einen Artikel haben. Dieses ist eine Teilliste mit 55 Einträgen von Personen, deren Namen mit den Buchstaben „Murd“ beginnt.

## Murd

### Murda
- Murda (* 1984), türkisch-niederländischer Rapper

### Murde
- Mürdel, Karl (1894–1974), deutscher Bankmanager
- Mürder, Thomas (* 1957), deutscher Polizeipräsident
- Murdeshwar, Devendra (1923–2000), indischer Bansurispieler und Musikpädagoge

### Murdf
- Murdfield, Carl (1868–1944), deutscher Porträtmaler und Interieurmaler der Düsseldorfer Schule, Leiter der Kunsthalle Düsseldorf, Organisator von Kunstausstellungen

### Murdi
- Murdin, Paul (* 1942), britischer Astronom

### Murdm
- Murdmaa, Allan (1934–2009), estnischer Architekt

### Murdo
- Murdocca, Michelle (* 1963), US-amerikanische Filmproduzentin
- Murdoch Mann, Anna (* 1944), schottische Schriftstellerin und Journalistin
- Murdoch, Alexi (* 1973), schottischer Singer-SongwriterAlexi Murdoch (* 1973)

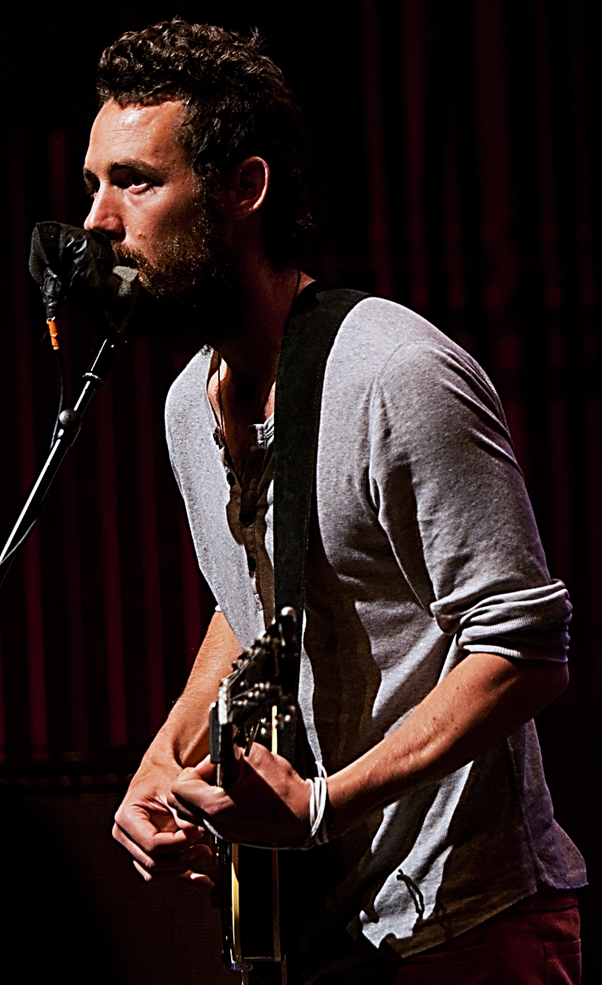
Alexi Murdoch (* 1973)

- Murdoch, Billy (1854–1911), australischer Cricketspieler
- Murdoch, Bob (1946–2023), kanadischer Eishockeyspieler, -trainer und -scout
- Murdoch, Bob (* 1954), kanadischer Eishockeyspieler
- Murdoch, Bobby (1944–2001), schottischer Fußballspieler und -trainer
- Murdoch, Brian (* 1944), britischer Mediävist, Literaturwissenschaftler und Hochschullehrer
- Murdoch, Colin (1929–2008), neuseeländischer Apotheker, Tierarzt und Erfinder
- Murdoch, David (* 1978), schottischer Curler
- Murdoch, Dick (1946–1996), US-amerikanischer Wrestler
- Murdoch, Elisabeth (* 1968), britisch-amerikanische Medienmanagerin
- Murdoch, Homar (1915–1996), uruguayischer Militär, Politiker und Diplomat
- Murdoch, Iris (1919–1999), anglo-irische Schriftstellerin und Philosophin
- Murdoch, Jack (1908–1944), kanadischer Ruderer
- Murdoch, James (1856–1921), schottischer Journalist, Kenner der japanischen Sprache und Lehrer
- Murdoch, James (* 1972), amerikanisch-britisch-australischer Unternehmer in den Bereichen Print, Rundfunk, Fernsehen
- Murdoch, John (1885–1939), kanadischer Hammerwerfer britischer Herkunft
- Murdoch, John E. (1927–2010), US-amerikanischer Wissenschaftshistoriker
- Murdoch, Jonathan (1954–2005), britischer Soziologe
- Murdoch, Keith (1885–1952), australischer Journalist und Unternehmer
- Murdoch, Lachlan (* 1971), US-amerikanisch-britisch-australischer Unternehmer
- Murdoch, Lesley (* 1956), neuseeländische Cricket- und Hockeyspielerin
- Murdoch, Patrick John (1850–1940), australischer presbyterianischer Geistlicher
- Murdoch, Paul (* 1952), kanadischer evangelikaler Theologe, Pfarrer der Württembergischen Landeskirche, Studienleiter am Albrecht-Bengel-Haus in Tübingen und Autor
- Murdoch, Robin (1911–1994), britischer Sprinter
- Murdoch, Ross (* 1994), britischer Schwimmer
- Murdoch, Rupert (* 1931), US-amerikanischer Medienunternehmer australischer HerkunftRupert Murdoch (* 1931)

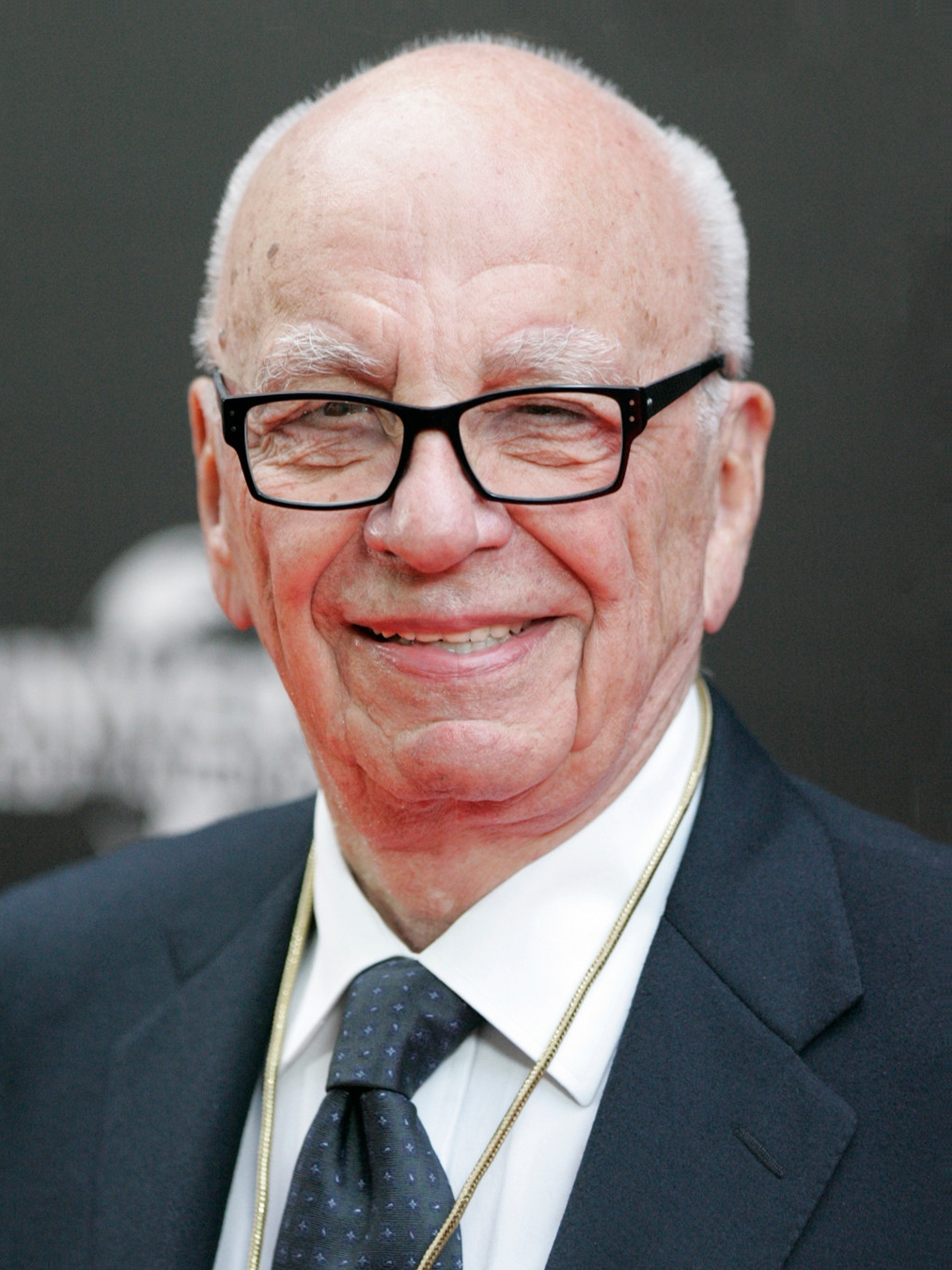
Rupert Murdoch (* 1931)

- Murdoch, Sarah (* 1972), australisches Model
- Murdoch, William (1754–1839), schottischer Ingenieur und Erfinder
- Murdoch, William M. (1873–1912), Erster Offizier der TitanicWilliam M. Murdoch (1873–1912)

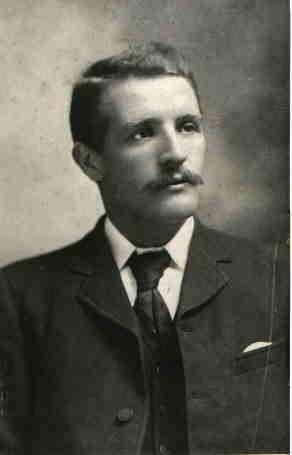
William M. Murdoch (1873–1912)

- Murdock, Colin (* 1975), nordirischer Fußballspieler
- Murdock, David (1923–2025), US-amerikanischer Unternehmer
- Murdock, George (1930–2012), US-amerikanischer Schauspieler
- Murdock, George P. (1897–1985), US-amerikanischer Ethnologe
- Murdock, Ian (1973–2015), US-amerikanischer Informatiker und Gründer des Projektes Debian GNU/Linux
- Murdock, John R. (1885–1972), US-amerikanischer Politiker
- Murdock, Kermit (1908–1981), US-amerikanischer Schauspieler
- Murdock, Margaret (* 1942), US-amerikanische Sportschützin
- Murdock, Mike (* 1946), US-amerikanischer Unternehmer, Motivationstrainer, Buchautor und Fernsehprediger
- Murdock, Orrice Abram (1893–1979), US-amerikanischer Politiker
- Murdock, Rohan (* 1992), australischer Boxsportler (Supermittelgewicht)
- Murdock, Steve H. (1948–2023), US-amerikanischer Soziologe und ehemaliger Leiter des United States Census Bureau
- Murdock, Victor (1871–1945), US-amerikanischer Politiker

### Murds
- Murdschan, Ahmad (1905–1974), sudanesischer Musiker und Komponist

### Murdt
- Mürdter, Dietmar (1943–2003), deutscher Fußballspieler

### Murdv
- Murdvee, Mikk (* 1980), estnischer Dirigent, Violinist und Schriftsteller

### Murdz
- Murdzia, Piotr (* 1975), polnischer Schachspieler und Schachproblemlösungsweltmeister